# 北ノ沢大滝
北ノ沢大滝（きたのさわおおたき）とは、岩手県紫波郡矢巾町南昌山麓北ノ沢にある滝。落差は13m。

## 概要
この大滝付近ではかつて、宮沢賢治が親友の藤原健次郎と共に水晶やのろぎ石を採集して遊んだとされる。また、この滝は盛岡市にある祇陀寺の開祖修行の場所と言われ、「高さ四丈幅一丈余白沫雪泡勇健を示す」と形容される。
岩手県道281号矢巾西安庭線の南昌第一トンネルと同第二トンネルの中間に北ノ沢大滝に関した看板と駐車場がある。